# Liste de compositeurs pour accordéon classique
Ce qui suit est la liste des principaux compositeurs (et de leurs compositions) de musique classique occidentale écrite pour et/ou avec accordéon classique à basses chromatiques. Elle ne vise pas l'exhaustivité. Un travail de recensement a été mené par deux accordéonistes français, Vincent Lhermet et Fanny Vicens. Commencé en 2013, il comptabilise déjà plus de 9 000 pièces composées depuis 1922.
- Haut – A
- B
- C
- D
- E
- F
- G
- H
- I
- J
- K
- L
- M
- N
- O
- P
- Q
- R
- S
- T
- U
- V
- W
- X
- Y
- Z

## A
- Jin-Ah Ahn : Zwischenträume pour accordéon solo
- Kalevi Aho (* 1949) : Sonate pour accordéon no 1 (existe aussi dans une version pour deux accordéons) (1984/1989) et Sonate pour accordéon no 2 Black Birds (1990)
- Georg von Albrecht (1891–1976) : Abendklänge einer östlichen Stadt (1945) pour accordéon solo
- Samir Amarouch (1991-) : Electronica B – Minor Crush (Premier prix de composition au Conservatoire national supérieur de musique et de danse de Paris (CNSMDP) 2020)
- Hermann Ambrosius (1897–1983) : Pièces solos et en ensemble
- Gerhard Anders-Strehmel (1909–1991) : Pièces solos
- Georges Aperghis (1945-), Concerto pour Accordéon et orchestre (2015)
- Jörn Arnecke (1973-) : Partie d'accordéon dans Klingt meine Linde (1995–98)
- Lydie Auvray (1956-) : Pièces solos et pour voix, accordéon et fanfare
- Slavko Avsenik (1929-2015) : Lieder et pièces d'ensemble

## B
- Vykintas Baltakas (1972-)
- Thomas Bauer (1960-)
- Alfred von Beckerath (1901–1978) : Pièces solos
- Franck Bedrossian (1971-)  : I Lost a World the Other Day, pour accordéon et quatuor à cordes (2016)
- Michael Beil "Und ACHT" pour accordéon et zuspiel
- Eckart Beinke (1956-) : Pièces pour ensemble, "Bhi" pour accordéon solo
- Niels Viggo Bentzon (1919–2000) : Sinfonia concertante (1974) pour ensemble d'accordéons et orchestre
- Alban Berg (1885–1935) : Partie d'accordéon dans Wozzeck (1915–21)
- Stefan Beyer (1981-) : notoriously pyratish (2007)[2]
- Luciano Berio (1925–2003) : Sequenza XIII (1995) pour accordéon solo
- Heinrich Biegenzahn (1970-)
- Helmut Bieler (de) (1940-2019) : Partie d'accordéon dans Memorandum für eine Grabklingel (1983-)
- Jörg Birkenkötter (1963-) : Vier Stücke (1989) pour accordéon solo
- Volker Blumenthaler (de) (1951-) : colori-di-dissidio (2005) pour accordéon solo
- Jerry Bock (1928–2010) : Partie d'accordéon dans Anatevka
- Arrigo Boito (1842–1918) : Partie d'accordéon dans Mefistofele (1868/75)
- Hans Boll (de) (1923-2016) : Pièces solo, pour ensemble, pour orchestre d'accordéons
- Dietmar Bonnen (1958-) : Die Nachtwache (1988) pour accordéon, Becken et orchestre à cordes
- Bettina Born : Duos avec piano
- Siegfried Borris (1906–1987) : Acht Studien (1956) pour accordéon solo
- Hans-Jürgen von Bose (1953-) : Siete Textos de Miguel Ángel Bustos (1991) pour soprano, accordéon et violoncelle
- Jaroslav Brabec (1979-) : Concerto pour saxophone alto et orchestre d'accordéons (2002)
- Nikolaus Brass (1949-) : Seven Thoughts (2001) pour piccolo, accordéon et percussion; a due (2003) pour accordéon et violon; Echofantasie für P. K. (2004) pour accordéon et orgue; Signs and Signals (2004/05) pour cor de basset, cor, accordéon, piano, percussion, violon et alto; music by numbers (1998/2005) pour violon et accordéon; Twombly Music (2005) pour violon, guitare et accordéon; Schatten (2007) pour cor et accordéon; music by numbers III (2007/08) pour violon, accordéon et orchestre de chambre; Dialoghi d’amore III (2008) pour piano et accordéon; Trennzeichen (2009) pour accordéon
- Hans Brehme (1904–1957) : Suite (1945), Paganiniana (1952) et autres pièces solos
- Thomas Bruttger (1954-) : Effervescence (1991) pour accordéon solo
- Renato Bui (1934-2021) : Fantasy in concert pour orchestre d'accordéons

## C
- John Cage (1912–1992)
- Alvaro Carlevaro (1957-) : Alángel (1992) pour accordéon solo
- Sebastian Claren (1965-) : Baby (1998) pour accordéon solo
- Aldo Clementi (1925-2011) : …ein Kleines… (1998) pour accordéon solo
- Shai Cohen (1968-) : From earth to wind (2004) pour accordéon et narrateur (texte : Netta Alony?)
- Sidney Corbett (de) (1960-) : Supplications of Yasha the Penitent (1998) pour accordéon solo
- Pascale Criton (1954-)[3]

## D
- Tobias Dalhof (1983-) : H2O (2009) pour orchestre d'accordéons, Panomera (2012) pour orchestre d'accordéons
- Dirk D'Ase (de) (1960-) : Concerto pour accordéon
- Helmut Degen (1911–1995) : Sonate in G (1952) et autres pièces solos
- Michael Denhoff (de) (1955-) : Girotondo op. 52 (1988), Wie eine Linie dunkelblauen Schweigens op. 80 (1997) sept chansons sur des poèmes de Selma Meerbaum-Eisinger pour mezzo-soprano (alto)  sieben Gesänge nach Gedichten von Selma Meerbaum-Eisinger für Mezzosopran (Alt) et accordéon concertant
- Paul Dessau (1894–1979) : Partie d'accordéon dans Das Verhör des Lukullus (1949–51, Livret de Bertolt Brecht)
- Hubert Deuringer (de) (1924-2014)
- Helmut Deweil (sd-1998)
- James Dillon (1950-) : Two Studies (2001) pour accordéon solo
- Violeta Dinescu (1953-) : Lun-Fu (1996) pour violon et accordéon; Licht-Bruch (2001) pour accordéon solo
- Fritz Dobler (nl) (1927-) :
  - Pièces pour accordéon solo : Im Balladenton (1944), Slawische Skizze (1957), Romanze (1966), Werziade I (1972), Mosaic (1980), Musik 1982 (1982), Introduction und Toccata (1991), Werziade IV (1994), Keniade (2001)
  - pour 2 accordéons : Fafner und Fasolt
  - pour orchestre d'accordéons : Divertmento
- Henri Dutilleux (1916–2013) : Partie d'accordéon dans Le temps l'horloge (2006/07) pour soprano et orchestre, d'après Jean Tardieu, Robert Desnos et Charles Baudelaire
- Jiří Dvořáček (1928–2000)[4]

## E
- Arthur Egidi (1859–1943) : Pastorale et Serenade (1942) pour accordéon solo
- Heinz Ehme (1919-) : Black Bolero
- Hermann Erdlen (de) (1893–1972) : Teufelstanz (1950) et autres pièces solos
- Georg Espitalier (de) (1926–2010)

## F
- Jindřich Feld (1925–2007) : Andersens Märchen (1985) pour orchestre d'accordéons et percussion; pièces solos et de musique de chambre
- Ernst Helmut Flammer (1949-) : ECasPiSanKuDraRa (1993) pour accordéon solo
- Willy Fröhlich (1894–1979) : Pièces solos
- Gerhard Frommel (1906–1984) : Intermezzo (1945) pour accordéon solo
- Ronny Fugmann (1978-) : [http ://www.jetelina-verlag.de/advanced_search_result.php?keywords=tiny+celtic+symphony Tiny Celtic Symphony] & Edmon, King of Verduvia (Preisträger bei Kompositionswettbewerben für neue Akkordeonmusik des [http ://www.dhv-ev.de/ DHV])[5]
- Beat Furrer (1954-)
- Hugo Felder (1971-)
- Andreas Eduardo Frank (1987-)

## G
- Richard Galliano (1950-) : Trois images
- Natalia Gaviola (1969-) : desde de los bordes (2004) pour accordéon solo
- Heinz Gengler (1914–2009)
- Heinz Gerlach (1910–1943): Harmonika-Polka Tanzende Finger (1938)
- Ottmar Gerster (1897–1969) : Drei kleine Stücke (1949) pour accordéon solo
- Stefano Gervasoni (1962-)
- Bruno Giner (1960-) Aïn pour accordéon seul, Rauxa pour accordéon et deux percussions
- Will Glahé (de) (1902–1989)
- Vinko Globokar (1934-) : Dialog über Luft (1994) pour accordéon solo
- Adolf Götz (1938-)
- Ali Gorji (1978-) : Flatterflügel pour accordéon et électronique
- Willi Gräff (sd-1994)
- David Graham (1951-)
- Alexander Grinberg (1961-)[6]
- Walter Grob (de) (1928-2014)
- Grock (1880–1959)
- Sofia Gubaidulina (1931-) : De profundis (1978) et Et expecto (1985) pour accordéon solo

## H
- Friedrich Haag (1880–1959) : Pièces solos
- Georg Friedrich Haas (1953-)
- Stefan Hakenberg (1960-) : Pièces de musique de chambre, pour orchestre avec partie d'accordéon et pour orchestre d'accordéons
- Bryn Harrison (1969-)
- Werner Heetfeld (1930-, alis Stephan Heepen) : Pièces solos et en duo
- Joachim Heintz : "Schlagschatten" pour accordéon et électronique
- Hans Werner Henze (1926–2012) : Partie d'accordéon(s) dans König Hirsch (1953–56) et We come to the river (1974/76)
- Hugo Herrmann (1896–1967) : Sieben neue Spielmusiken (1926) et autres pièces solos; Concerto pour accordéon et orchestre
- Hans-Joachim Hespos (1938-) : Abutak (1983) et autres solos
- Volker Heyn (de) (1938-) : Quetsch (1987) pour accordéon solo
- Manuel Hidalgo (1956-) : Adagio esperando (1989) pour accordéon solo
- Alan Hilario (1967-) : Mann mit Akkordeon Pirouettiren (2002) pour accordéon solo
- Stefan Hippe (1966-) : Die Versuchung des heiligen Antonius (1986/97), Die Monde des Saturn (2005ff.) et autres pièces pour orchestre d'accordéons; pièces solos et de musique de chambre
- Theodor Hlouschek (1923-2010)
- Adriana Hölszky (1953-) : High Way (1998/99) pour accordéon et ensemble; pièces solos et de musique de chambre
- Alfons Holzschuh (1904-1983)
- Heinz Holliger (1939-)
- Toshio Hosokawa (1955-) : Melodia (1979), Sen V (1991) et Slow Motion pour accordéon solo; In die Tiefe der Zeit (1994) pour violoncelle, accordéon et orchestre
- Klaus Huber (1924-2017) : Ein Hauch von Unzeit (1972) et autres pièces solos
- Nicolaus A. Huber (1939-) : Auf Flügeln der Harfe (1985) pour accordéon solo
- Bertold Hummel (1925-2002) : Tripartita (1986) pour accordéon et quatuor à cordes
- Leopold Hurt (1979-) : Partie d'accordéon dans ALPenmusik (1999, texte d'après Finnegans Wake de James Joyce)

## J
- Wolfgang Jacobi (1894–1972) : Pièces solos
- Michael Jarrell (1958-) : Epigraphe (2002) pour accordéon et orchestre
- Wolfgang Jehn (de) (1937-2017)
- Alexander Jekic (1964-)

## K
- Hubert Kicken (nl) (1921–1994) : Variété Impressie, Kasen, Avondmuziek, Helmi, Hazendans Wilma
- Franz F. Kaern (1973-)[7] : LUKAMÄLordEON[8]
- Mischa Käser (1959-)[9] : Welcome to the Photogallery of Mr. Henri Cartier-Bresson (création en 1999) pour accordéon solo
- Wolfgang Kahl (?)
- Mauricio Kagel (1931–2008) : Episoden, Figuren (1993) et autres pièces solos[10]
- Unsu Kang (?)
- Shigeru Kan-no (1959-)
- Georg Katzer (1935-)
- Juliane Klein (de) (1966-) : Aus der Wand die Rinne 4 (1998) pour accordéon solo; musique de chambre
- Richard Rudolf Klein (de) (1921–2011) : Toccata (1945) pour accordéon solo
- Sebastian Klein (1978-)
- Gustav Kneip (de) (1905–1992) : Pièces solos
- Ernst-Lothar von Knorr (de) (1896–1973) : Suite (1945) et autres pièces solos
- Babette Koblenz (de) (1956-)
- Sven-Ingo Koch (de)  (1974-)
- Hans-Günther Kölz (1956-)[11]
- Ernst Kohler (1910–1973) : Pièces solos
- Heinrich Konietzny (en) (1910–1983)  : Sinfonische Variationen über "Der Mond ist aufgegangen"
- Liselotte Krasmann (1912–1959)  : Pièces solos
- Clemens Kremer (de) (1930–2000)  : Tokkata (1948) pour accordéon et percussion; Atmungen – Beatmungen (1970/71) pour 17 accordéons et Elektronium
- Ernst Krenek (1900–1991)  : Toccata (1962) et Acco Music (1977) pour accordéon solo
- Andrzej Krzanowski (1951–1990)  : Studium I (1973) pour accordéon et orchestre; pièces solos et de musique de chambre
- Timo-Juhani Kyllönen (fi) (1955-)  : Concerto pour accordéon et orchestre

## L
- Jiří Laburda (de) (1931-) : Concerto (1962) pour accordéon et cordes; pièces solos et de musique de chambre
- Benjamin Lang (de) (1976-)
- Hans Lang (de) (1897–1968) : Pièces solos
- Moritz Laßmann (de) (1987-)
- Norbert Laufer (1960-)
- Josef Lechthaler (de) (1891–1948) : Sonatine (1938) pour accordéon solo
- Magnus Lindberg (1958-) : Jeux d’anches (1990) pour accordéon solo
- Jürgen Löchter (1939-)
- Horst Lohse (de) (1943-) : Turm der Winde (2004/05) pour orchestre d'accordéons; La siesta del trópico (1988/2006, texte de Rubén Darío) pour voix moyenne (mezzo-soprano ou baryton), Klarinette, percussion et accordéon; Drei Lieder (2006, texte de Ingo Cesaro) pour soprano et accordéon; Doppelter Abschied (2009) pour clarinette, cor, alto, percussion et accordéon
- Torbjörn Lundquist (1920–2000)

## M
- Peter Machajdik (1961-) : Concerto (2009) pour deux Bayans et orchestre
- Claus-Steffen Mahnkopf (de) (1962-) : deconstructing accordion (2000/01) pour accordéon solo[12]
- Curt Mahr (de) (1907–1978)
- Julien Malaussena (1980-) : (a)side (b)side (2015)
- Maximilian Marcoll (de) (1981-)
- Bohuslav Martinů (1890–1959) : Partie d'accordéon dans Griechische Passion (1956)
- Brent McCall (de) (1940-2019)
- Chiel Meijering (1954-)
- Enno Meyenburg (1942-1998) : "Variationen über ‚Fesche Minka‘", "Romantische Suite"
- Misato Mochizuki (1969-)[13] : Pas à pas (2000) pour basson et accordéon
- Philipp Mohler (de) (1908–1982) : Pièces solos
- Gerhard Mohr (de) (1901-1979)
- Roland Moser (de) (1943-) : cantando con voci diversi (1999) pour accordéon solo
- Tobias Morgenstern (de) (1960-)
- Isabel Mundry (1963-) : Spiegel Bilder (1996) pour clarinette et accordéon[14]
- Luigi Morleo (1970-) : Concerto per i popoli (2008) pour accordéon et ensemble de chambre
- Heinz Munsonius (de) (1910-1963)

## N
- Andreas Nebl (1968-)[15]
- Tapio Nevanlinna (fi) Tapio Nevanlinna (1954-)
- Jalalu-Kalvert Nelson (1951-)[16] : Night songs (1998) pour accordéon solo
- Manfred Niehaus (de) (1933–2013)
- Arne Nordheim (1931–2010) : Dinosauros pour accordéon et bande magnétique (1970); Flashing (1987) pour accordéon solo
- Milan Novotny (de) (1955-)

## O
- Karola Obermüller (de) (1977-) : WindKaskaden (2006) pour clarinette et accordéon; will o’ wisp (2006) pour flûte à bec, flûte, koto et accordéon
- Michael Obst (en) (1955-) : Reflections (1999) pour accordéon solo
- Samir Odeh-Tamimi[17] : "Tslalim" pour accordéon solo
- Helmut Oehring (de) (1961-) : gestopfte Leere (1991) pour accordéon solo
- Clara Olivares (1993-) : Babils (2018) pour accordéon solo
- Vivienne Olive (de) (1950-) : Ceilidh (2005) pour accordéon solo
- Pauline Oliveros (1932-)
- Carl Orff (1895–1982) : Partie d'accordéon dans Der Mond (1937/38)
- Daniel Ott (de) (1960-) : molto semplicemente (1988/89) pour accordéon solo

## P
- Younghi Pagh-Paan (1945-) : Ne Ma-Um (1996–98) pour accordéon et maracas, "Moira" pour accordéon et mezzo-soprano
- Ruta Paidere (1977-)[18] : "Fragments" pour accordéon, percussion et ensemble de chambre
- Yongshil Park (1959-) : U-Rak (1993) pour accordéon solo
- Brice Pauset (1963-) : Wiegenlieder (2007) pour accordéon solo
- Cathrin Pfeifer : Pièces solos; pièces pour accordéon et fanfare
- Astor Piazzolla (1921-1992) : nombreuses pièces pour accordéon et bandonéon
- Matthias Pintscher (1971-) : Figura III (1999) pour accordéon solo
- Robert H.P. Platz (en) (1951-) : senko-hana-bi (1997) pour accordéon solo
- Bernfried E. G. Pröve (1963-) : Herzstück I-III (2003) pour accordéon solo

## R
- Hans Rauch (1929-1983) : Großstadtbilder, Variationen über ‚Ein Männlein steht im Walde
- Rolf Riehm (en) (1937-) : Scheherazade (1990) et Push pull (1996) pour accordéon solo
- Wolfgang Rihm (1952-) : Fetzen (2000–04) pour accordéon et quatuor à cordes
- Kaspar Roeseling (1894–1960)[19] : Capriccio (1935) et autres pièces solos
- Uroš Rojko (de) (1954-)
- Lucia Ronchetti (1963-) : Bendel Schlemihl (2001) pour accordéon et électronique-live
- Herbert Roth (de) (1926-1983)
- Wolfgang Russ (1954-)

## S
- Italo Salizzato (1941-) : Suite pour Eva pour accordéon solo, piano et accordéon
- Rebecca Saunders (1967-) : miniata (2004) pour accordéon, piano, chœur et orchestre; pièces solos et de musique de chambre
- Josef Schelb (1894–1977) : Pièces solos
- Annette Schlünz : Journal no 2 pour accordéon solo, "Verstummen" pour accordéon et percussion
- Iris ter Schiphorst (en) : Für Akkordeon (2002) pour accordéon solo
- Hermann Schittenhelm (de) (1893–1979) : Pièces solos
- Steffen Schleiermacher (1960-)
- Mark-Andreas Schlingensiepen (de) (1956-) : Totentanz (1999/2001) pour clarinette, violon, violoncelle et accordéon
- Hartmut Schmidt (de) (1946-)
- Ole Schmidt (1963-)
- Jürgen Schmieder (?)
- Dieter Schnebel (1930-) : Medusa (1989–93) pour accordéon solo
- Werner Schramm (1903–1967) : Kleine Suite im alten Stil (1939) pour accordéon solo
- Martina Schumeckers (?)
- Ralf Schwarzien (?)
- Cornelius Schwehr (de) (1953-) : aus den kamalattanischen liedern (1992) pour accordéon solo
- Kilian Schwoon (1972-) : Stilles Relief (1998) pour accordéon solo
- Salvatore Sciarrino (1947-) : Vagabonde blu (2000) pour accordéon solo
- Daniel N. Seel (de) (1970-)
- Charlotte Seither (de) (1965-) "Herzform, Krater" et "Never real, always true", pour accordéon solo, "Inventaire de départ" pour accordéon et électronique
- John Serry Sr. (1915–2003) : Concerto For Free Bass Accordion (1966) pour accordéon à touches piano solo, American Rhapsody (1955) pour accordéon à touches piano solo
- Alexander Shchetynsky (en) (1960-) : Sonata (1983), Sad Song (1984), Four Inventions (1985), Poco misterioso (1991), For Every City (2013) pour accordéon solo; Two... In Parallel... Disjoint? pour clarinette et accordéon (1998), Together pour violone et accordéon (1995)
- Howard Skempton (1947-) : Pendulum (1978), Breathing Space (1983) et autres pièces solos
- Martin Smolka (1959-) : Lamento metodico (2006) pour accordéon solo
- Vladislav Solotarjov (1942–1975)
- Mathias Spahlinger (de) (1944-)
- Norbert Sprave (1972-)
- Rudi Spring (de) (1962-) : Tangos pour accordéon, hackbrett et piano; pièces solos, pour ensemble et pour orchestre
- Gerhard Stäbler (1949-) : Californian Dreams (1986)
- Manfred Stahnke (de) (1951-) : Partita III – Ciconietta (1996/97) pour accordéon solo
- Fritz Stege (de) (1896–1967) : Pièces solos
- Carlos Stella (1961-) : Warum rauchst so viel, lili? pour accordéon et piano; adieu à Venise, d'après Georges Perec, pour voix de femme et accordéon
- Ernstalbrecht Stiebler (de) (1934-) : … Im Klang… (1995) pour accordéon solo
- Gerhard Strecke (de) (1890–1968) : Sonatine (1960) et autres pièces solos
- Peter A. Stricker (?)
- Uwe Strübing (de) (1956-) : Im Schutz der Dunkelheit (1997) pour orchestre d'accordéons
- Iris Szeghy (1956-) : Canticum (2002) pour accordéon solo

## T
- Giorgio Colombo Taccani (it) (1961-) : Aria di sortita (2001) pour accordéon solo
- Yuiy Takahashi (1938-) : Like a water buffalo (1985) pour accordéon solo
- Giorgio Tedde (1958-)[20] : Ballu (1997) pour accordéon solo
- Januibe Tejera (1979-)[21] : Tablado (2018-2019), Bal passé (2019, TM+)
- Stefan Thomas (1968-) : Sisyphonie (1998/99, texte de Kurt Drawert) pour soprano, flûte, clarinette, percussion, accordéon et piano
- Jukka Tiensuu (1948-) : Aufschwung (1977) pour accordéon solo; Spiriti pour accordéon et orchestre
- Yann Tiersen (1970-)
- Veronika Todorova (1987-)
- František Tomášek (1985-) Concerto pour accordéon et orchestre (2009)
- José Luis Torá (1966-) : contrapasso einer gesperrten K.347 (Balletto d’Incerto) (2006/07) pour accordéon solo
- Václav Trojan (en) (1907–1983)
- Jan Truhlar (1928-)[22],[23]
- Tapio Tuomela (fi) (1959-) : Feux follets (1995) pour accordéon solo

## U
- Hermann Unger (de) (1886–1958) : Pièces solos

## V
- Willi Valotti (de) (1949-)
- Heikki Valpola (fi) (1946-)
- Albert Vossen (de) (1910–1971)
- Jacob Ter Veldhuis (de) (1951-)

## W
- Guido Wagner[24]
- Dietmar Walther (de) (1923-)
- Caspar Johannes Walter (1964-)[25]
- Stefan Johannes Walter (1968-)[26]
- Daniel Weissberg (1954-)[27] : stillstand (1998) pour accordéon solo
- Fred Weismann (1959-) : pièce pour orchestre et accordéon solo
- Eberhard-Ludwig Wittmer (de) (1905–1989) : Duos et pièces solos
- Christian Wolff (1934-) : Balancing (2002) pour accordéon solo
- John Woolrich (1954-) : Dum spiro, spero (2001) pour accordéon solo
- Rudolf Würthner (1920–1974)[28] : Pièces solos

## Y
- Yasuko Yamaguchi (1969-)
- Isang Yun (1917–1995) : Concertino (1983) pour accordéon et quatuor à cordes; Intermezzo (1988) pour violoncelle et accordéon

## Z
- Helmut Zapf (de) (1956-) : Nachtstück (1994) pour accordéon solo
- Hans Zender (1936-2019)
- Hermann Zilcher (1881–1948) : Pièces solos et de musique de chambre
- Walter Zimmermann (1949-) : Schatten der Ideen 3 (1993) pour accordéon solo
- Mirjana Živković (en) (1935-2020) : Notte d’estate pour accordéon solo
- John Zorn (1953-) : Road Runner (1986) pour accordéon solo
- Vladimir Zubitski (1953-)[29],[30] : Perpetuum mobile